# 조피샤를로테플라츠역
조피샤를로테플라츠역(U-Bahnhof Sophie-Charlotte-Platz)은 베를린 샤를로텐부르크빌머스도르프구 샤를로텐부르크에 있는 U2의 역이다. 카이저담(Kaiserdamm)의 조피샤를로테플라츠 아래에 역이 설치되어 있으며, 조피샤를로테 폰 하노버의 이름을 따 왔다. 1908년 3월 29일에 개통되었다.

## 역사
호흐반게젤샤프트와 샤를로텐부르크가 1906년 6월 21일 지하철 건설 협약을 맺으면서 비스마르크슈트라세역(현재의 도이체 오퍼역)-라이히스칸츨러플라츠역(현재의 테오도어호이스플라츠역) 구간 건설이 시작되었다. 역사 설계는 알프레드 그레난데르가 담당했다. 역사 벽면은 흰색 세라믹 타일로 마감되었다. 역사 위쪽으로는 천창을 설치하여 자연광 채광이 가능하도록 했다. 역에서 북쪽으로 떨어진 샤를로텐부르크성에 거주했던 조피 샤를로테 폰 하노버의 이름을 따서 역명이 지어졌다. 개통 2주 전인 1908년 3월 14일 빌헬름 2세가 연장 구간을 탑승했다(Kaiserfahrt).

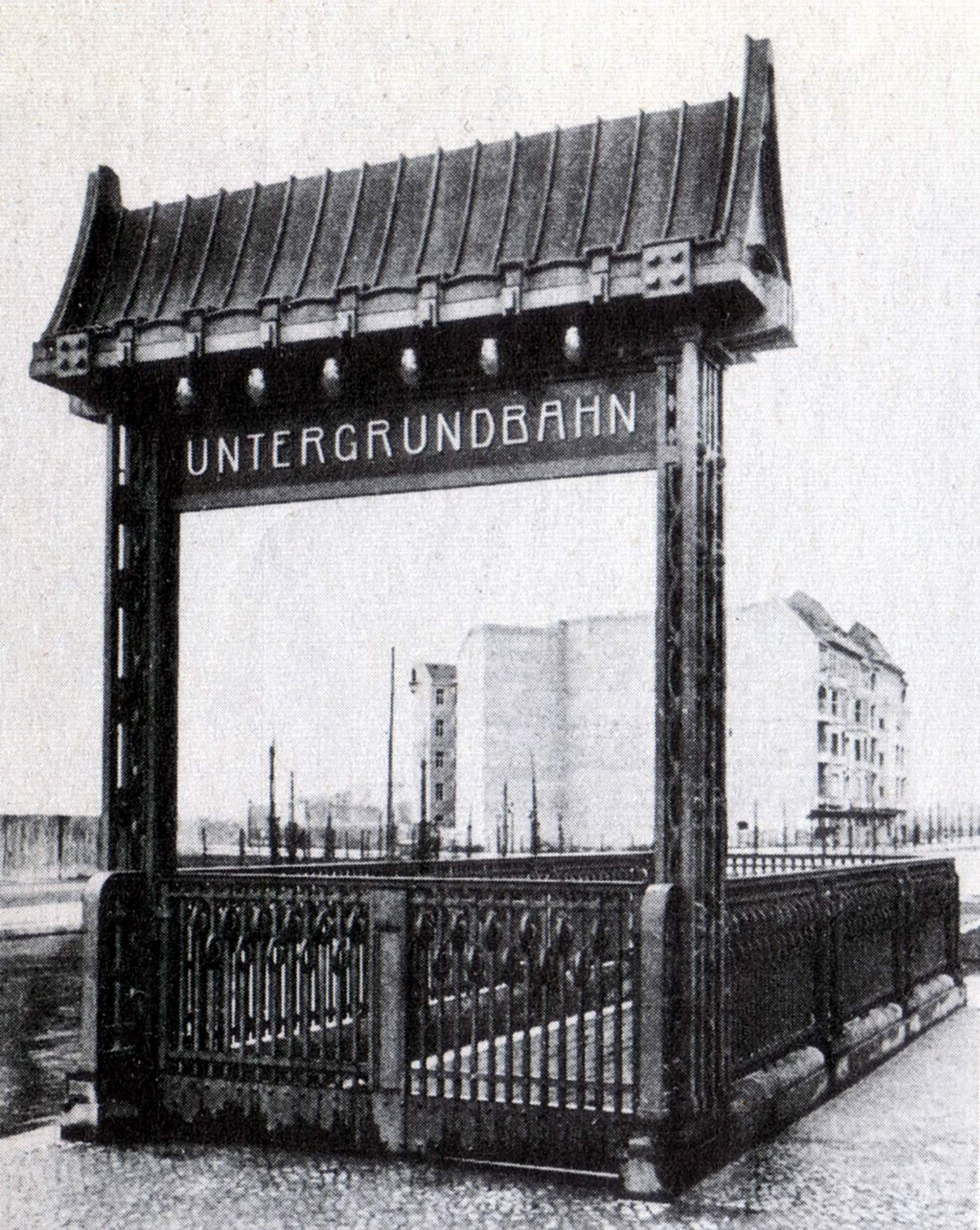
1937년/1938년까지 존재했던 출입구 사진. 뒤편으로는 당시 미개발 상태였던 베스트엔트 지구가 있다.

세계수도 게르마니아 계획에 따라서 베를린 시내 주요 간선 도로를 연결하고 군사 행진을 진행할 수 있도록 계획되었다. 이를 위해서 조피샤를로테플라츠역의 출입구 중 도로 중앙 교통섬을 향하던 출입구가 보도로 향하도록 이설되었고, 천창은 지상 채광이 불가능하도록 폐쇄되었다.
제2차 세계 대전 당시 1944년 2월 15일에 연합군에 의한 베를린 폭격 피해를 입었다. 이로 인하여 역 천장이 파괴되어 열차 운행이 잠시 동안 중단되었다. 베를린 전투로 전 구간 영업이 중단되었다가, 1945년 5월 17일 크니-룰레벤 단선 셔틀 운행이 시작되었으며, 1946년 9월 15일 팡코-룰레벤 전 구간 운행이 복구되었다.
1977년에는 카이저담/슐로스슈트라세(Schloßstraße) 출입구 위에 지붕을 설치했다. 1986년에는 베를린 750주년을 기념하여 역 개보수공사가 진행되었다. 이 과정에서 흰색 타일을 밝은 회색으로 교체했고, 역사 내부에 베를린 지하철의 역사와 관련된 사진을 게시했다. 이 과정에서 과거에 사용된 벤치와 소화전이 설치되었다. 같은 시기 동베를린에 있었던 클로스터슈트라세역의 내부에도 베를린의 교통 역사와 관련된 사진이 게시되었다.
2000년 7월 8일 도이체 오퍼역 화재 사고 이후 모든 역에 최소한 두 개의 출입구를 설치하기로 결정했다. 조피샤를로테플라츠역의 두 번짜 출입구는 2005년 말에 착공하여 비츨레벤슈트라세(Witzlebenstraße) 방면 남서쪽 출구가 2006년 5월 4일에 개통했다.
2015년 말 과거 열차 차장실이 소규모 전시 공간으로 변경되었다.
2020년 12월 16일 룰레벤 방면, 2021년 5월 7일 팡코 방면 승강장에 엘리베이터가 설치되었다. 이 과정에서 점자 블록이 설치되었고 승강장 바닥이 재포장되었다. 역 출입구도 개보수되었으며 원형에 가까운 타일로 마감했다. 전체 비용은 약 580만 유로이다.

## 인접 철도역
베를린 버스 309번과 환승할 수 있다.
| 베를린 지하철 2호선  | 베를린 지하철 2호선 | 베를린 지하철 2호선          |
| -------------------- | ------------------- | ---------------------------- |
| 카이저담 룰레벤 방면 | U2                  | 비스마르크슈트라세 팡코 방면 |